# کاتالین کوواچ
کاتالین کوواچ (به مجاری: Katalin Kovács) ورزشکار زن رشتهٔ قایق‌رانی اهل کشور مجارستان است. وی در بین سال‌های ‎۲۰۰۰ تا ۲۰۱۲ میلادی در مسابقات بازی‌های المپیک تابستانی در مجموع ۸ مدال، شامل ۳ مدال طلا و ۵ نقره را کسب کرد.